# دجاج التسمين
دجاج التسمين او كما في السورية فروج اللحم (بالإنجليزية: Broiler)‏ هو أحد أنواع الدجاج الذي يُربّى لإنتاج اللحم بشكل خاص . سلالات فروج اللحم الحديثة، على سبيل المثال Cornish crosses أو Cornish-Rocks ، تُربّى على نطاق واسع وذلك لإنتاج هذه السلالات كميات ذات مردود جيد من اللحم وكما أنّها تنمو بشكل أسرع من سلالات الدجاج البياض egg laying hens أو من السلالات الثنائية الغرض (التي تربى لإنتاج اللحم والبيض معاً) التقليدية . إن فروج اللحم معروف بأنّه يمتاز بمعدلات نمو سريعة جداً، ومعامل تحويل غذائي ممتاز ونشاطه قليل . فروج اللحم غالباً مايصل إلى وزن التسويق (والذي يبلغ من 4-5 باوند) في خمسة أسابيع فقط، على الرغم من أن السلالات التي تربى بطريقة حرة (لها حرية الحركة في الحقل المفتوح) والسلالات العضوية تصل إلى وزن الذبح في الأسبوع الـ 12-16 من العمر . السلالات القياسية من فروج اللحم تمتاز بريشها الأبيض وجلدها الضارب إلى الصفرة .
تمتاز افراخ فروج اللحم بسرعة النمو العالية وذلك نتيجة للتحسين الوراثي وعمليات التضريب الوراثي وهذا يجعلها عرضة للامراض الايضية خاصة امراض الحبن لذا دعت الحاجة إلى استخدام طرق عدة للتقنين الغذائي للتخلص من اللمراض الليضية ومن أهم طرق التقنين هو التقنين الغذائي الزمني والذي يقوم من خلاله قطع العلف عدك ساعات خلال اليوم وبالتالي سوف يقلل من حدوث هذة الصاعرة

## الأصل والانتشار

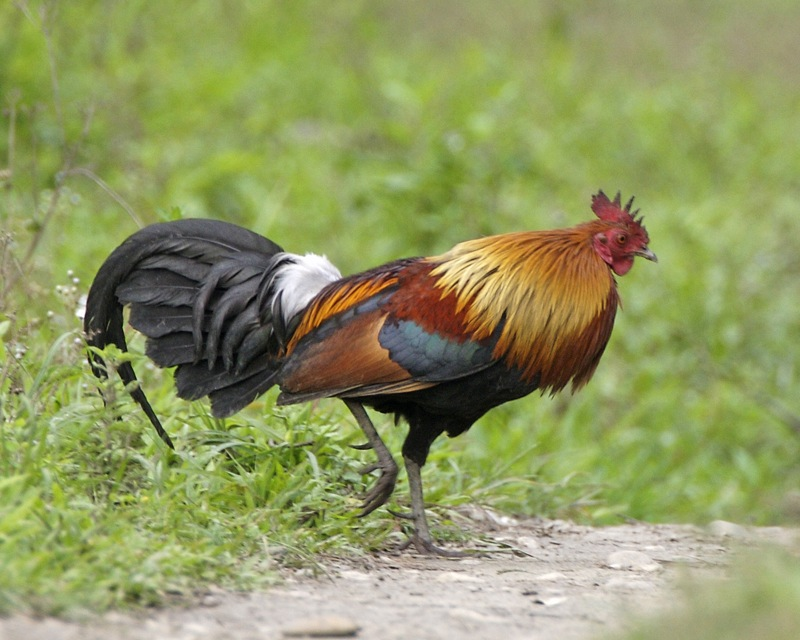
ذكر الأدغال الأحمر (Gallus gallus) - الجد الأكبر لفروج اللحم الحديث.

ينحدر أصل الدجاج المربى من دجاج الأدغال الأحمر ويصنف كنوع فرعي من هذا الأصل.وذلك يمكن وبكل سهولة تهجين هذا النوع مع الدجاج الأدغال الأحمر.
أشارت الدراسات الجينية إلى أصول متعددة من طرف الأم، مع وجود فرع حيوي في أمريكا، أوروبا، الشرق الأوسط، وافريقيا، منشئ من شبه القارة الهندية، وظهر عدد كبير من الأنماط الفردانية الفريدة.

## طالع
قائمة سلالات دجاج اللحم